# 羅斯·巴恩斯
查爾斯·羅斯寇·巴恩斯（1850年5月8日—1915年2月5日），為前美國職棒大聯盟的二壘手與游擊手。生涯曾效力於森林市、紅長襪(今勇士)、白長襪(今小熊)與紅人(非現今紅人)等隊。他和艾爾·斯伯丁、吉姆·歐魯克和迪肯·懷特等人在1870年代開創波士頓紅長襪的王朝，不過許多人都認為巴恩斯才是隊上最有價值與貢獻度的選手。

## 職業生涯
1868年至1870年，巴恩斯和艾爾·斯伯丁成為森林市隊內最有名的兩位球星。1871年，國家會成立，巴恩斯和斯伯丁也跳槽到波士頓紅長襪。他的職業生涯也就此開始，第一年他繳出4成01的打擊率，並跑回聯盟最多的66分。
1872年，他以4成32的打擊率拿下聯盟打擊王。紅長襪也開啟了多達4年的冠軍王朝，巴恩斯在1873年蟬聯打擊王。1874年和1875年，他分別繳出3成40和3成64的打擊率。在1872年至1875年間，紅長襪共拿下205勝50敗，超過8成的勝率至今仍是大聯盟紀錄。
1875年，巴恩斯和其他四位隊友已經打算與芝加哥白長襪簽約，因此遭到不少球迷的謾罵。後來芝加哥球隊老闆William Hulbert成立國家聯盟，導致國家協會解散。
1876年，巴恩斯繳出4成29的打擊率。這年他寫下平均單場得1.91分的紀錄，至今仍未打破。1876年5月2日，他敲出國家聯盟史上第一支全壘打。這年他的得分距離第二名的差距多達54分，至今也是大聯盟紀錄。

### 界內界外短打規則改變
巴恩斯相當擅長砍擊短打，導致國家聯盟不得不在1876年修改規則。當時本壘板是由鑄鐵做成，導致球只要碰到本壘板就會反彈到非常遠的地方。當時聯盟的規定是：只要球先打到界內，再反彈到界外線外，仍然屬於活球狀態，而且打者還可以要求投手投高球或低球。因此巴恩斯利用這項規則漏洞，利用往下砍的方式將球往本壘板打，並趁球反彈到界外遠處時上壘。所以巴恩斯的單季打擊率才能動輒突破4成，而且數據是遠遠超越其他選手。不過後來聯盟更改規則後，巴恩斯在也無法像以前一樣繳出宰制性的打擊數據，甚至他連單季3成打擊率都無法達成。
1877年，他因為疑似痛風只出賽了22場比賽。儘管有些人認為規則的改變影響了巴恩斯的職業生涯，但大多數人還是覺得這場疾病才是影響巴恩斯的最大因素。
1878年，他在國際協會出賽。隔年加入紅人，但1880年球季因傷報銷。1881年，他回到紅長襪，結束他在大聯盟的最後一個賽季。那年他只有31歲，而他從1876年起，單季打擊率再也無法突破2成72。不過他生涯平均單場得1.4分仍是大聯盟紀錄。
1890年，巴恩斯曾短暫到球員聯盟擔任主審。

### 數據評估
大聯盟歷史上只有巴恩斯、貝比·魯斯、瑞奇·韓德森和亞倫·賈吉的單季得分數超越第二名30分以上，其中巴恩斯的差距多達54分，更是四人之中最高。
在19世紀末到20世紀初，巴恩斯獲得極高的評價。1903年，運動作家Tim Murnane說巴恩斯是二壘手之王、最好的打者與最佳的得分手。後來隨著時間發展，巴恩斯的影響力漸漸減弱。包括比爾·詹姆斯在內的許多棒球分析學者都認為巴恩斯是靠著不完善的規則漏洞才能在當時獲得統治性的地位。2007年，納特·西爾弗為他平反，他曾在書中說巴恩斯是大聯盟史上最具統治性的棒球員。

## 生涯打擊成績
| 出賽次數 | 打席 | 打數 | 得分 | 安打 | 二安 | 三安 | 全壘打 | 打點 | 保送 | 三振 | 打擊率 | 上壘率 | 長打率 | OPS  |
| -------- | ---- | ---- | ---- | ---- | ---- | ---- | ------ | ---- | ---- | ---- | ------ | ------ | ------ | ---- |
| 499      | 2507 | 2391 | 698  | 860  | 146  | 47   | 6      | 346  | 116  | 65   | .360   | .389   | .468   | .857 |

## 個人生活
巴恩斯在退休後從事不少白領階級的工作。他在1900年結婚，後於1915年因心臟病去世。

## 外部連結
- 球員資訊和成績在MLB ，ESPN，Retrosheet ，Baseball Reference ，Baseball Reference (Minors) ，Fangraphs ，The Baseball Cube （英文）